# Leonardo Corona
Leonardo Corona (Murano, 1561 – Venezia, 1605) è stato un pittore italiano.

## Biografia

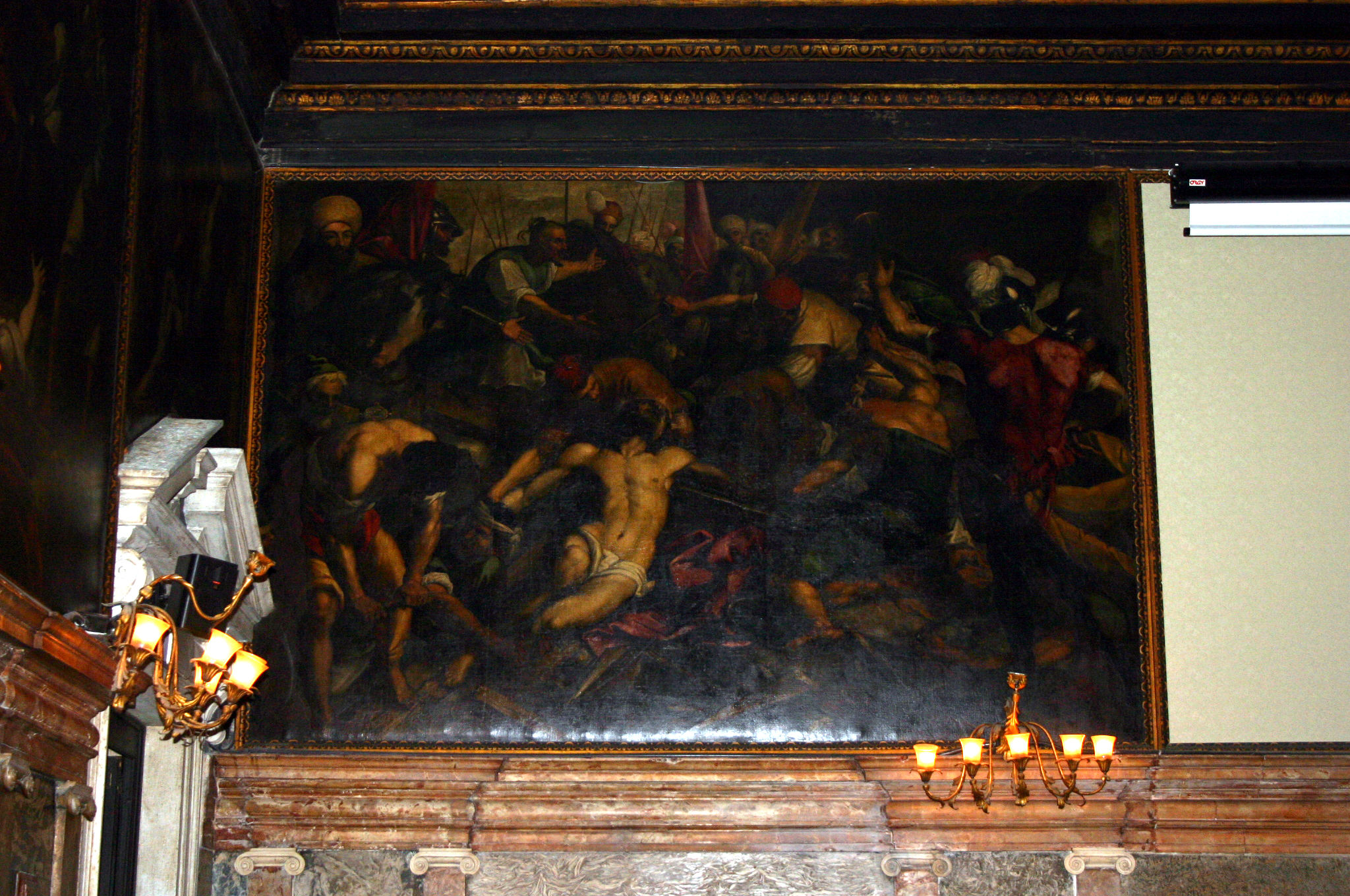
Passione di Cristo, Scuola di San Fantin, Aula Magna, Venezia

Fu allievo dapprima del padre Michele, miniatore, poi di Rocco da S.Silvestro, e poi di Tiziano. Fu grande ammiratore di Tintoretto e subì le influenze di Palma il Giovane.
Fu attivo soprattutto a Venezia dove nella basilica dei Santi Giovanni e Paolo realizzò una Annunciazione e nella chiesa di Santo Stefano dipinse un'Assunzione. 
Si ricordano, inoltre, i suoi lavori a chiaroscuro nel Palazzo Ducale di Venezia e il Supplizio di S.Agata, opere anteriori al 1587.
Prima del 1585 collaborò con il Palma ai lavori di S.Giuliano, mettendosi in evidenza con L'ingresso di Cristo a Gerusalemme e con le Virtù.
Imponente è la sua presenza nella chiesa di San Giovanni Elemosinario. Nella navata destra: Investitura a vescovo di san Nicola di Bari, Sant'Andrea innalzato sulla croce. Una grande tela con La raccolta della manna. Nel presbiterio: Resurrezione di Cristo, Mosè e il miracolo della rupe, Crocifissione di Cristo, Orazione nell'orto; nella cappella laterale sin: Salita al calvario. Navata laterale sinistra: Arcangelo Gabriele e Vergine annunciata sono considerate opere della scuola di Leonardo Corona.
In Abruzzo a Chieti, presso la chiesa di San Giovanni dei Cappuccini,realizzò la pala d'altare del tabernacolo ligneo monumentale ritraente la Madonna col Bambino in gloria tra San Giovanni, Santa Caterina, San Francesco e Sant'Antonio. 
Intorno al 1605 le Storie della Passione per l'Ateneo Veneto, caratterizzate da intensi chiaroscuri.
Tra i suoi allievi si ricordano invece Sante Peranda e Baldassarre d'Anna.